# مايك هنتر (ملاكم)
مايك هنتر (بالإنجليزية: Mike Hunter)‏ مواليد 14 سبتمبر 1959 - الوفاة 8 فبراير 2006، كان ملاكم أمريكي سابق صنّف ضمن فئة الوزن الثقيل.

## المسيرة الاحترافية
من نزالاته:
- انتصر على خوسيه ماريا فلوريس بورلون بالضربة الفنية القاضية (1990/10/31).

## إحصائيات
خاض خلال مسيرته 36 نزالا، فاز في 26 وتعادل في 2 وخسر في 7. فاز بالضربة القاضية في 8 نزالا.

## روابط خارجية
- مايك هنتر على موقع بوكس ريك (الإنجليزية) (registration required)